# Ochropleura plectella
Ochropleura plectella är en fjärilsart som beskrevs av Embrik Strand 1921. Ochropleura plectella ingår i släktet Ochropleura och familjen nattflyn. Inga underarter finns listade i Catalogue of Life.